# Unreal Engine
Unreal Engine és un motor de videojoc d'ordinador i consoles creats per l'empresa Epic Games. Implementat en un principi en el videojoc d'acció en primera persona anomenat Unreal el 1998, sent la base de molts videojocs des de llavors. També s'ha utilitzat en altres gèneres com el rol i videojocs de perspectiva en tercera persona. Està escrit en C++, el que permet un alt grau de portabilitat i ofereix diverses eines addicionals de gran ajuda per a dissenyadors i artistes.
La versió més recent distribuïda és el Unreal Engine 4, dissenyat per a Microsoft Windows, macOS, Linux, SteamOS, HTML5, iOS, Android, Nintendo Switch, PlayStation 4, Xbox One, Magic Leap One, i realitat virtual (SteamVR/HTC Vive, Oculus Rift, PlayStation VR, Google Daydream, OSVR and Samsung Gear VR).

## Versió i any de llançament

### Unreal Engine
La primera versió de Unreal Engine va aparèixer l'any 1998, amb el llançament del videojoc de tir en primera persona Unreal.
Tant el software com el hardware de renderització estaven presents en el software inicial, com també les característiques de detecció de col·lisions, il·luminació de colors i una rudimentària versió de filtratge de textures. El motor també oferia un editor de nivells, UnrealED (anteriorment Unreal World Editor), que tenia la capacitat per a dur a terme operacions de geometria constructiva de sòlids en temps real ja el 1996. També s'incloïen IA, visibilitat, opcions de xarxa i manipulació de sistemes en un motor bastant complet.
Epic també va utilitzar aquest motor en Unreal Tournament, que va significar el salt del motor a Playstation 2.

### Unreal Engine 2

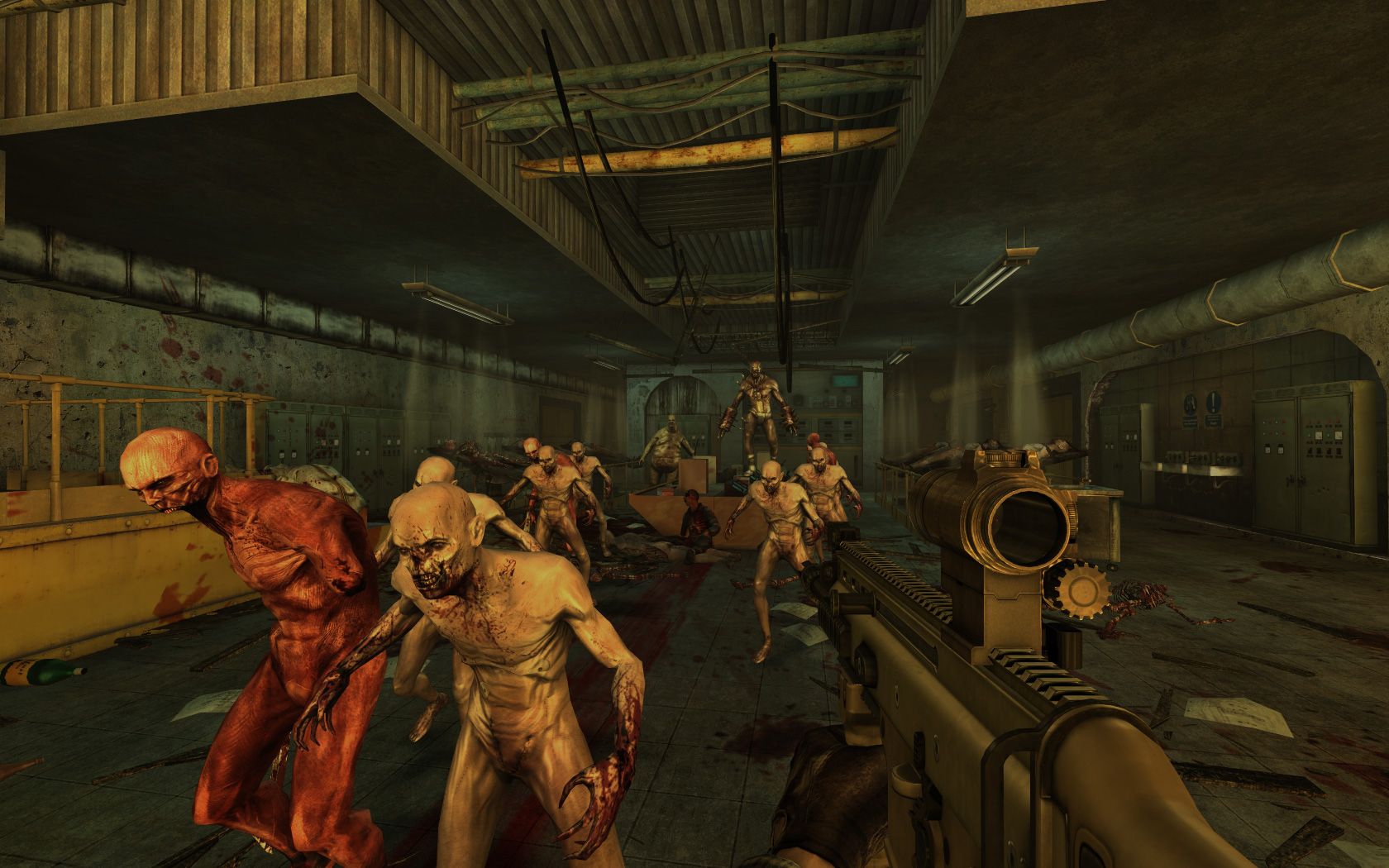
Killing Floor, videojoc dissenyat amb Unreal Engine 2.

La segona versió de Unreal Engine va fer el seu debut el 2002 amb America's Army. Aquesta generació va patir una reescriptura completa del codi del nucli i del motor de renderització, a més d'integrar el nou UnrealEd 3. També va incloure el SDK de Karma physics. Molts altres elements del motor van ser actualitzats amb millores i es va agregar suport per a Xbox.
Es va llençar una versió Unreal Engine 2.5, que portava millores en el rendiment i agregava física per a vehicles, un editor de sistema de partícules per al UnrealEd i suport de 64 bits en per al Unreal Tournament 2004. A més, en la seva versió especialitzada, anomenada UE2X, es van optimitzar les característiques per a Xbox agregant suport per a efectes de so EAX 3.0. Es va fer servir, per exemple, en el joc Unreal Championship 2.
El març de 2011, Ubisoft Montreal va declarar que UE2 funcionava correctament a la Nintendo 3DS.

### Unreal Engine 3

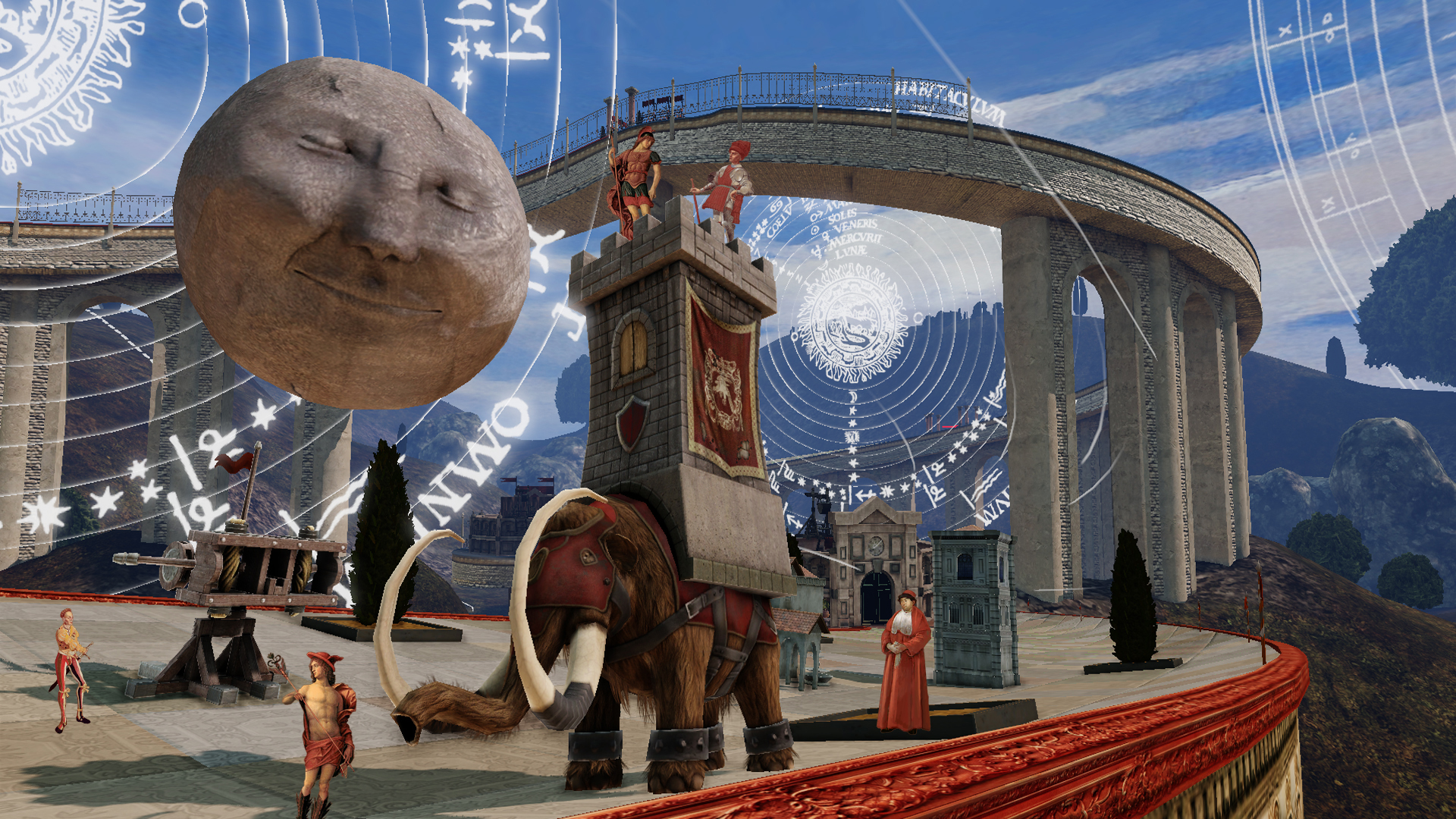
Rock of Ages - Unreal Engine 3

Unreal Engine de tercera generació va aparèixer l'any 2006 i va ser dissenyat per DirectX 9/10, Xbox 360 i Playstation 3. iOS i Android no es van afegir fins a finals del 2010 amb Infinity Blade en iOS i Dungeon Defenders en Android. Fins al 2011 no es va incloure suport per OS X. Aquell mateix any també es va anunciar que el motor de videojoc seria compatible amb Adoble Flash Player 11 i que seria utilitzat a les versions de Wii U dels jocs Batman:Arkham City i Aliens: Colonial Marines.
Epic va fer servir la versió del motor per als videojocs Gears of War (2006) i Unreal Tournament 3 (2007), i posteriorment, amb una versió millorada, per a Gears of War 2 (2008).
La reescriptura del motor va comportar el suport de tècniques avançades com HDR, mapping normal i ombres dinàmiques. Es van incloure components per a eines complementàries com en les versions anteriors i es va substituir Karma per PhysX de Ageia (posteriorment formaria part de NVIDIA). S'afegeix FaceFX per a generar animacions facials. Durant la vida de Unreal Engine 3, es van anar afegint importants actualitzacions com una millora dels escenaris destructibles, dinàmica de cos suau, simulació de grans masses de gent, funcionalitat en iPod Touch, integració de Steamworks, una solució en temps real d'il·luminació global i un 3D estereoscòpic en Xbox 360 via TriOviz per a Games Technology.
Al E3 de 2007, Sony va anunciar l'associació amb Epic per optimitzar el hardware de PlayStation 3. El 2013, EpiC Games s'associa a Mozilla per portar l'Unreal Engine 3 a HTML5.
Amb la demo del joc Samaritan, publicada el 2011 a la Conferència de Desenvolupadors de Jocs i dissenyada per Epic Games amb relació estreta amb NVIDIA, es va ensenyar la compatibilitat de Unreal Engine 3 amb DirectX 11. Enginyers de tot el país havien treballat intensament per portar els gràfics en temps real a un altre nivell.

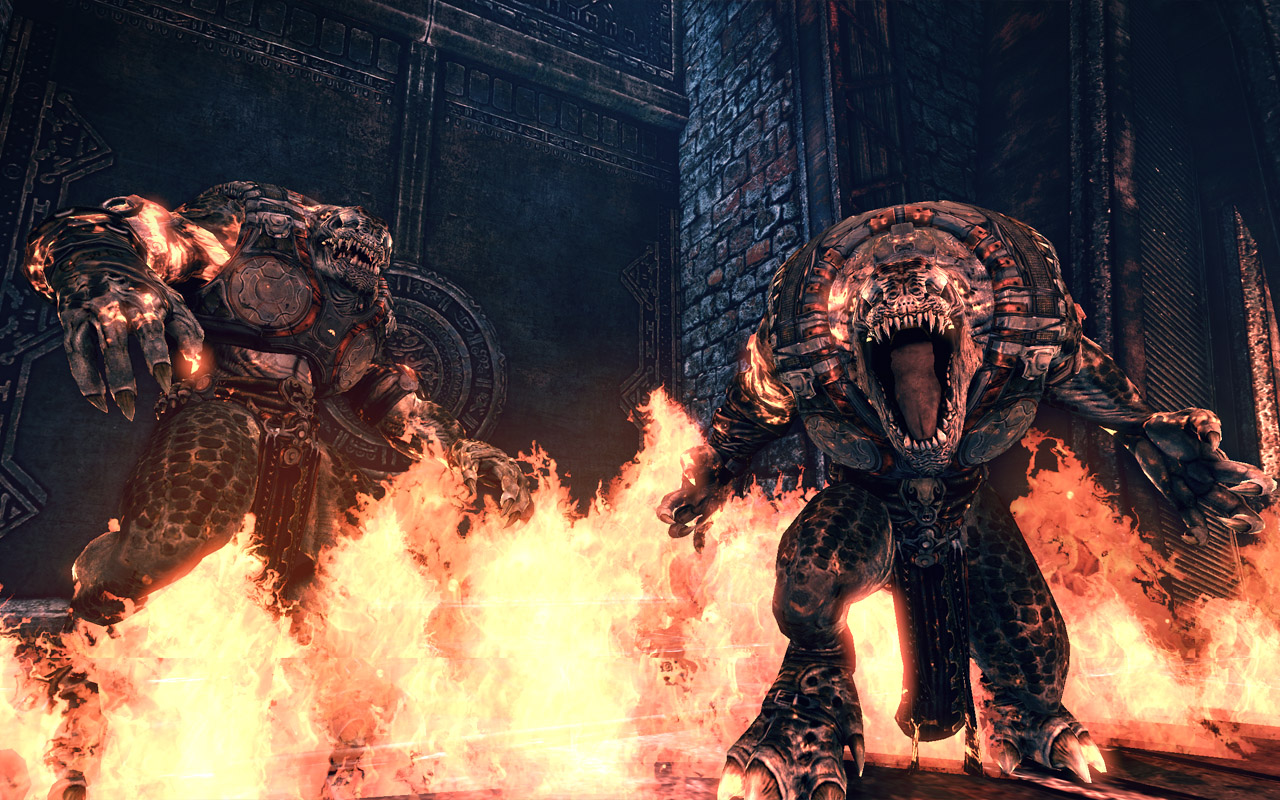
The Ball - Unreal Development Kit

Degut a la seva política de llicències, va generar el suport d'importants marques com Sony, Electronic Arts i Square Enix. Gràcies a la seva versatilitat s'aplica en sectors no relacionats amb els videojocs com simulació de construccions, simuladors de conducció, pre-visualització de pel·lícules i generació de terrenys utilitzats per la NASA.

#### Unreal Development Kit
El 5 de novembere de 2009, Epic Games va publicar una versió gratuïta d'Unreal Engine 3, anomenada Unreal Development Kit. Aquesta versió permetia als programadors amateurs la possibilitat de realitzar jocs amb Unreal Engine 3.
El desembre de 2010, es va actualitzar el motor de joc per a poder crear jocs i aplicacions per a iOS.

### Unreal Engine 4

Logo Unreal Engine 4

L'agost de 2005, el vicepresident de Epic Games, Mark Rein, va anunciar que la nova versió de Unreal Engine portava en desenvolupament des del 2003. Fins al 2008, tot el projecte va estar a càrrec de Sweeney, el tècnic i fundador de Epic Games. El motor s'enfoca a la vuitena generació de consoles, PC i dispositius Android basats en Tegra K1.
Al febrer de 2012, Rein declara que "la gent quedarà en xoc quan vegi Unreal Engine 4 a finals d'any". La nova versió es va mostrar a unes poques persones a la Game Developers Conference de 2012 i no va ser fins al 7 de juny que Alan "Talisman" Willard va publicar el tràiler per al públic general a través de GameTrailers TV.
Una de les característiques més importants que incorpora Unreal Engine 4 és l'ús de rastreig de cons de vòxels en la il·luminació global en temps real, enlloc de la il·luminació pre-computada. Malgrat això, aquesta característica ha estat canviada per un algoritme similar però menys car en termes computacionals degut a problemàtiques en el seu funcionament en totes les plataformes. Unreal Engine 4 també inclou noves funcions de desenvolupament per reduir el temps d'iteració i permet l'actualització del codi C++ mentre el motor està en marxa. El nou sistema de seqüències de comandaments visuals "Blueprint" (un successor del "Kismet" de Unreal Engine 3) permet el ràpid desenvolupament de la lògica de joc sense fer servir el codi C++ i inclou depuració en temps real. El resultat és la reducció del temps d'iteració i una menor divisió entre artistes tècnics, dissenyadors i programadors.
El 19 de març de 2014, a la Game Developers Conference, Epic Games va llençar Unreal Engine 4 a través d'un nou model de llicències. Per a cada subscripció mensual, els desenvolupadors reben accés a una versió complerta del motor, en el qual s'inclou el codi font C++, que es pot descarregar a través de GitHub. El setembre de 2014, Epic Games publica Unreal Engine 4 a escoles i universitats de manera gratuïta, incloent còpies personals per als estudiants matriculats en desenvolupament de videojocs, ciència computacional, art, arquitectura, simulació i programes de visualització. El 15 de febrer de 2015, Epic llença Unreal Dev Grants, un projecte de 5 milions de dòlars destinat a concedir subvencions a projectes creatius amb Unreal Engine 4.
Durant la Game Developers Conference, Epic va anunciar que llençava Unreal Engine 4 de manera gratuïta per als usuaris amb totes les funcions que havien d'arribar. L'empresa va establir un sistema de drets on demanava el 5% dels productes que recaptessin més de 3.000 dòlars el quadrimestre, a més de crear el Unreal Marketplace com a punt per vendre els projectes.
En un intent d'atreure desenvolupadors d'Unreal Engine, Oculus VR va anunciar l'octubre de 2016 que pagaria tots els imposts de drets per a tots els títols d'Oculus Rift basats en tecnologia Unreal publicats a la seva botiga fins als 5 milions d'impostos bruts.
Per preparar-se per al llançament del modo lliure "Battle Royale" de Fortnite el setembre de 2017, Epic va haver de dur a terme un gran nombre de modificacions del motor perquè pogués ser capaç de suportar fins a 100 connexions d'un mateix servidor mentre mantenia l'ample de banda i per poder renderitzar un gran món obert.